# Конго (река)
Конго (фр. Congo), раније Заир (фр. Zaïre), је највећа река у западном делу централне Африке. Река је дугачка око 4.700 km што је чини другом по дужини у Африци (после Нила). Конго са својим притокама великим делом протиче кроз тропске шуме, услед чега је веома богат водом. Конго је највећа река по количини воде и површини слива у Африци, а друга у свету (после Амазона), и најдубља је река на свету са измереном дубином која на појединим сегментима премашује 220 m. Пошто се велики део речног басена лежи око екватора, ниво воде у реци је веома стабилан, јер увек барем над једним делом реке пада киша. Река протиче кроз Демократску Републику Конго и кроз Републику Конго и обе државе су добиле име по реци. Између 1971. и 1997. године власти тадашњег Заира називале су реку Заир.
Извори реке Конго леже на планинама око Велике источноафричке пукотине. Тамо настаје спајањем река Луапула и Луалаба и у току до Станлијевих Водопада тече под именом Луалаба, а од водопада под именом Конго. Затим тече према северу, до Станлијевих слапова, у близини града Кисангани, и врло близу екватора почиње скретати обрнуто од казаљки на сату. Прво тече према северо-западу, затим према западу, па према југу. Улива се у Атлантски океан формирајући велико речно ушће које прекрива више од 4 милиона km². Унутар тока реке Конго налази се преко 4.000 речних острва од којих је више од 15 дужих од 16 km. Управо због ових острва неки делови тока нису пловни. Скоро 400 km Конга није пловно, разлог томе су осим острва и због многобројни водопади.

## Име
Име реке Конго потиче од Конго краљевства које је било лоцирано на јужној обали реке. Краљевство је именовано по својој Банту популацији, која се у 17. веку називала „Есиконго”. Јужно од Конго краљевства се налазило слично названо Каконго краљевство, поменуто 1535. године. Абрахам Ортелијус у својој мапи света из 1564. је обележио Маниконго, град на ушћу реке. Племенска име Конго се сматра да потиче од речи за јавно окупљање или племенско веће. Модерно име Конго народа или Баконго је уведено у раном 20. веку.
Име Заир потиче из португалске адаптације Киконгске речи nzere („река”), што је скраћено од nzadi o nzere („река која гута реке”). Река је била позната као Заир током 16. и 17. века; Конго је постепено заменио Заир у енглеској употреби током 18. века, и Конго је преферентно енглеско име у литератури 19. века, мада су референце на Zahir или Zaire наставиле да се користе међу локалном популацијом.

## Подела реке Конго
Река Конго је подељена у четири дела: Изворишни део, Горњи Конго, Средњи Конго и Доњи Конго.

### Изворишни део
У Конго се улива вода из извора у северној Замбији и јужној Демократској Републици Конго, на висинама од 1000 до 2000 метара надморске висине. Ови извори имају много брзака па се не могу користити за комерцијалну навигацију. У Замбији, Чамбеши и остали извори, уливају се у језеро Бангвеулу, које је окружено многим мочварама. Вода из језера Бангвеулу улива се у реку Луапула, која чини границу између Замбије и Демократске Републике Конго, те се улива у језеро Мверу. Језеро Мверу отиче у реку Лувуа у Демократској Републици Конго. Западно, у јужном делу Демократске Републике Конго, река Луалаба и њене притоке настају у висоравнима Катанга. Луалаба се са реком Луфира улива у језеро Упемба и тече северно, где се са реком Лувуа састаје у северном делу Катанге.

### Горњи Конго
Горњи Конго, који се сматра и наставком Луалабе, тече од ушћа Лувуе у Луалабу до Станлијевих водопада. Само 300 km Горњег Конга, између градова Кинду и Убунду је пловно. Узводно од града Убунду налази се ланац од седам великих водопада који се протежу на дужини од 100 km. Станлијеви слапови су задњи од њих и налазе се 50 km северно од екватора и 460 метара изнад нивоа мора. Кисангани, један од највећих градова у Демократској Републици Конго, налази се одмах испод тих слапова.

### Средњи Конго
Средњи Конго скреће према северо-западу, западу и југо-западу, а надморска висина између Станлијевих слапова и Малебо Пула опада за само 100 метара. Свих 1.600 km је пловно. На овом делу реке уливају се четири велике реке: Ломами, Арувими, Убанги и Касај. Ломами тече према северу, скоро паралелно са Горњим Конгом, а ушће у Конго јој се налази са јужне стране, око 130 km низводно од града Кисанганија. Река Арувими, која се у горњем делу тока назива Итури, одводњава подручје великих кишних шума западно од Албертовог језера. Тече према западу и улива се у Конго са северне стране, 100 km низводно од ушћа реке Ломами. Убанги, највећа Конгова притока, тече од ушћа река Бому и Уеле према западу и прати границу између Демократске Републике Конго и Средишње Афричке Републике. У близини Бангуија, главног града Средишње Афричке Републике, нагло скреће према југу и улива се у Конго мало јужније од екватора. Од овог ушћа па до тачке испод града Киншаса, Средњи Конго чини природну границу између Демократске Републике Конго и Републике Конго. На том делу река Касај, позната још и под називом Ква, утиче у Конго са истока. Касај и његове притоке теку северо-западно од северне Анголе према Демократској Републици Конго. Остале велике притоке на Средњем Конгу су: Лулонга, Икелемба, Руки, Итимбири, Монгала и Сангха. Око 160 km низводно од ушћа реке Ква, Конго се проширује у језеро које је познато под називом Малебо базен или Станлијев базен. Ту река Конго кружи око острва Мбамоу.

### Доњи Конго
Конго се након Станлијевог базена поновно сужава и до Атлантског океана је дуг још 435 km. Главни град Демократске Републике Конго, Киншаса, налази се на супротној страни од главног града Републике Конго, Бразавила. Због дивљих брзака већина Доњег Конга је пловна само за мање речне бродове. Задњи брзаци налазе се 135 km узводно од ушћа. Главна лука, Матади, смештена је на јужној страни реке, одмах испод брзака. Киншаса и Матади су спојени жељезницом. Низводно од Матадија, Конго формира природну границу Демократске Републике Конго и Анголе.

## Историја истраживања
Народ Банту живео је уз рееку Конго више од 2000 година. На реци су ловили рибе, а између реке и прашуме, налазило се плодно тло. Моћно царство људи из Конга развило се 1300.тих година.
Ушће реке Конго у Атлантски океан је 1482. године открио португалски морепловац Диого Као. На својим путовањима од 1482. до 1485. године ушао је у естуар Конга. Околно подручје прогласио је португалским територијем и оставио је португалску заставу на обали као доказ свог открића. Краљ Конга зажелио је добродошлицу Кау и свим следећим истраживачима па су остварили врло пријатељске односе и трговину с Португалом. Више од 300 година прошло је док није дошло до озбиљних истраживања реке Конго.
Франциско Хозе де Лакерда, португалски истраживач, дошао је до висоравни Катанга са истока 1798. То су учинили и арапски трговци 1800-их. Арапи су проширили свој утицај на источну страну завале Конга где су много трговали. Године 1816. британска експедиција под вођством Џејмса Кингстона Такија дошла до Исангилија. Шкотски истраживач и мисионар, Дејвид Ливингстон, посетио је реке Луапула и Луалаба 1871. године верујући да су оне извор Нила.
Хенри Мортон Стенли је био први Европљанин који је прошао дуж реке и открио да Луалаба није извор Нила, како се до тада сматрало. Током 1876. и 1877. године Станли је прешао више од 2600 km уз реку Конго. Уз помоћ белгијског краља Леополда , Станли се вратио у Конго од 1879. до 1884. године. Основао је 22 насеља на Конгу, на Горњем Конгу пустио је 4 брода погон и изградио је цесту око брзака на доњем Конгу између Матадија и Малебо базена. Године 1885. слободна земља Конго, која је укључивала већи део завале Конга, постала је приватно власништво Леополда II. Године 1908. тај ентитет постао је белгијска колонија, Белгијски Конго, а 1960. постигао је независност као држава Конго.

## Економски значај
Пошто је регион централне Африке слабо проходан већина саобраћаја и трговине одвија се реком Конго. Тргује се бакром, палминим уљем, шећером, кафом, и памуком. Река је такође веома значајна због великог хидроенергетског потенцијала.

### Хидроелектрична снага
Река Конго је најмоћнија река у Африци. Током кишне сезоне преко 50.000 m3 (1.800.000 cu ft) воде у секунди утече у Атлантски океан. Могућности за реку Конго и њене притоке да генеришу хидроенергију су стога енормне. Научници су прорачунали да целокупни Конго слив чини 13 процената глобалног хидроенергетског потенцијала. То би пружило довољно енергије да се задовоље енергетске потребе целокупне подсахарске Африке.
Тренутно постоји око четрдесет хидроелектрана у сливу Конга. Највећа је брана Инга водопада, која се налази око 200 km (120 mi) југозападно од Киншасе. Пројекат је започео током раних 1970-их, кад је прва брана завршена. Оригинални план је обухватао конструкцију пет брана које би имале тотални капацитет генерисане енергије од 34.500 мегавата. До данас су само две бране изграђене, то су Inga I и Инга , са укупно четрнаест турбина.
У фебруару 2005. године, Јужноафричка електрична компанија, Еском (Eskom), објавила је понуду да значајно повећа капацитет Инга хидроелектране изградњом нове хидроелектричне бране. Пројекат би донео максималну снагу од 40 GW што је дупло више од Кинеске Бране Три Кањона.

## Природна историја
Садашњи ток реке Конго је формиран пре 1,5–2 милиона година током плеистоцена.
Формирање Конга је вероватно довело до алопатричког раздвајања врста бонобо и обичне шимпанзе од њиховог најближег древног заједничког претка. Бонобо је ендеман за влажне шуме у том региону, као што је и них других иконских врста попут аленског мочварног мајмуна, драјас мајмуна, водене цивете, окапија и конгоанског пауна.
У погледу водног живота, слив реке Конго има веома високо богатство врста, и једну од највиших познатих концентрација ендемских врста. До сада је скоро 700 рибљих врса описано у сливу реке Конго, а велике секције су остале виртуално не изучене. Ово је далеко највиша разноликост међу афричким речним система (релативно, на друге богате системе као што су реке Нигер, Волта и Нил са око 210, 140 и 130 рибљих врста). Услед тога и великих екоошких разлика између региона у сливу Конга, слив се обично дели у више екорегиона (уместо да се третира као јединствен екорегион). Међу екорегионима, само Ливингстонови водопади имају преко 300 рибљих врста, укључујући око 80 ендемских док сам северозападни део (Касај слив) имва више од 200 рибљих врста, од којих је око четвртине ендемско. Доминантне рибље фамилије – бар у деловима реке – су Cyprinidae (шарани, попут Labeo simpsoni), Mormyridae (слоновске рибе), Alestidae (афричке тетре), Mochokidae (сом), и Cichlidae (циклиди). Међу речним староседеоцима су огромне, високо месождерне дививске тиграсте рибе. Три необичније ендемске врсте су беличасти (непигментисани) и слепи Lamprologus lethops, за кога се сматра да живи у дубинама од и до 160 m испод површине, Heterochromis multidens, који изгледа да је сроднији са америчким циклидима него афричким циклидима, и Caecobarbus geertsii, једина позната пећинска риба у централној Африци. Постоје и бројне ендемске жабе и пужеви. Неколико хидроелектричних брана је планирано да се изграде на реци, и оне могу да доведу до изумирања мноштва ендемских врста.
За неколико врста корњача, и оклопљених крокодила, нилских и патуљастих крокодила је слив Конга природно станиште. Западноафричке морске краве настањују ниже делове реке.

## Притоке
Изворни краци су Луалаба и Луапула.
Важније притоке:
- Лукуга
- Ломами
- Арувими
- Луонго
- Убанги
- Касај

Укупна дужина пловних путева је преко 12.000 km²